# Wyszehradzka Grupa Bojowa

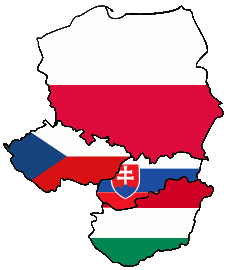
Grupa Wyszehradzka

Wyszehradzka Grupa Bojowa lub Grupa Bojowa V4 (EU BG V4) – wielonarodowa grupa bojowa pod dowództwem polskim, pełniąca dyżury bojowe w ramach Europejskich Sił Szybkiego Reagowania w I połowie 2016 (EU BG I/2016), II połowie 2019 (EU BG 2019-2) i I połowie 2023 (EU BG 2023-1). Składa się z kontyngentów sił zbrojnych członków Grupy Wyszehradzkiej (Czechy, Polska, Słowacja, Węgry) i innych państw (Chorwacji, Litwy, Łotwy i Ukrainy).

## Historia
W 2004 ministrowie obrony państw członkowskich UE zatwierdzili utworzenie 13 grup bojowych, które od 2007 kolejno obejmowały dyżury bojowe.
Grupa bojowa jest zdolna do podjęcia działań bojowych w ciągu 15 dni (pierwsze 5 dni przeznaczone są na podjęcie decyzji o użyciu sił i zaplanowanie operacji, następnych 10 na rozmieszczenie w rejonie mandatowym), po których miała rozpocząć misję trwającą od jednego do czterech miesięcy, zgodną z rozdziałami VI i VII Karty Narodów Zjednoczonych (dodatkowo mogła współdziałać z siłami ONZ i NATO, gdyby zaszła taka ewentualność.
| Dyżur        | Początek   | Koniec     | Dowódca                    | Wystawiająca | Państwa uczestniczące                                    |
| ------------ | ---------- | ---------- | -------------------------- | ------------ | -------------------------------------------------------- |
| EU BG I/2016 | 01.01.2016 | 30.06.2016 | gen. bryg. Dariusz Górniak | 12 BZ        | Czechy, Polska, Słowacja, Węgry, Ukraina                 |
| EU BG 2019-2 | 01.07.2019 | 31.12.2019 | płk Grzegorz Grodzki       | 6 BPD        | Chorwacja, Czechy, Polska, Słowacja, Węgry               |
| EU BG 2023-1 | 01.01.2023 | 30.06.2023 | płk Michał Strzelecki      | 6 BPD        | Chorwacja, Czechy, Litwa, Łotwa, Polska, Słowacja, Węgry |

### I dyżur (I-VI 2016)
Idea powołania grupy bojowej złożonej z sił państw Grupy Wyszehradzkiej pojawiła się podczas uroczystego szczytu w 2011 z okazji 20 rocznicy powołania grupy. Decyzję podjęto w marcu 2013 i w trakcie szeregu spotkań przedstawicieli państw członkowskich w marcu 2014 podpisano deklaracje dotyczące grupy bojowej i poczyniono szczegółowe ustalenia względem liczebności i struktury organizacyjnej. Ponadto do udziału w grupie bojowej została zaproszona Ukraina.
Państwem ramowym, podobnie jak w przypadku poprzednich grup bojowych UE z udziałem Sił Zbrojnych RP, została Polska. Oznaczało to, że większość składu grupy bojowej, w tym trzon czyli batalion piechoty zmotoryzowanej na KTO Rosomak, została wydzielona przez jednostki polskie. Wiodącą rolę pełni 12 Brygada Zmechanizowana ze Szczecina (Dowództwo Sił (FHQ) i batalion manewrowy), Dowództwo Operacji (OHQ) stworzono na bazie Centrum Operacji Lądowych – Dowództwo Komponentu Lądowego w Krakowie.
Proces formowania EU BG I/2017 trwał trzy lata: w pierwszym roku prowadzono prace planistyczne, w drugim szkolenia w ramach grup narodowych, w trzecim szkolenia wielonarodowe, zakończone 21 listopada 2015 oficjalną certyfikacją całej GB podczas ćwiczeń Common Challenge-15.
Grupa Bojowa V4 liczyła ponad 3700 żołnierzy. Wkład poszczególnych państw wyglądał następująco:
| - Polska – ok. 1870 żołnierzy - Dowództwo Operacji (OHQ) - Dowództwo Sił (FHQ) - Batalion Manewrowy - pododdział rozpoznawczy - grupa powietrzna - jednostka transportu strategicznego - Czechy – ok. 730 żołnierzy - pododdział logistyczny - pododdział medyczny (szpital polowy) | - Węgry – ok. 640 żołnierzy - pododdział specjalny - pododdział inżynieryjny - komórki CIMIC i PSYOPS - Słowacja – ok. 470 żołnierzy - pododdział chemiczny - Ukraina – ok. 10-20 żołnierzy - jednostka transportu strategicznego (Ił-76) |

### II dyżur (VII-XII 2019)
Po zakończeniu pierwszego dyżuru grupy bojowej rozpoczęto przygotowania do objęcia kolejnego, w II połowie 2019 roku. 15 listopada 2018 do udziału w niej została zaproszona Chorwacja.
Certyfikacja EU BG V4 miała miejsce w trakcie ćwiczeń Common Challenge-19 17 maja 2019. Zakończony został cykl szkoleń, w których główną rolę pełniła 6 Brygada Powietrznodesantowa, stanowiąca jednostkę ramową, wystawiającą trzon grupy (FHQ i batalion manewrowy). W skład batalionu manewrowego (piechoty zmotoryzowanej) wchodziły:
- 2 kompanie szturmowe
- kompania piechoty
- kompania moździerzy
- kompania łączności
- kompania logistyczna
- zespół zabezpieczenia medycznego
- taktyczny zespół kontroli obszaru powietrznego[6].

### III dyżur (I-VI 2023)
Jeszcze przed rozpoczęciem drugiego dyżuru bojowego EU GB V4, w trakcie spotkania ministrów obrony państw Grupy Wyszehradzkiej w czerwcu 2019 podjęta została decyzja o powołaniu kolejnej grupy bojowej w 2023. Dyżur grupy bojowej został wyznaczony na pierwszą połowę 2023, trzon BG V4 ponownie stanowiły jednostki 6 Brygady Powietrznodesantowej, Dowództwo Operacji (OHQ) sformowano na bazie Centrum Operacji Lądowych – Dowództwo Komponentu Lądowego. Oprócz Polski, Czech, Słowacji i Węgier grupę bojową współtworzą Chorwacja, Litwa i Łotwa.

## Polskie zaangażowanie w grupy bojowe UE
- EU BG I/2010
- EU BG I/2013 (Weimarska Grupa Bojowa)
- EU BG I/2016 (Wyszehradzka Grupa Bojowa)
- EU BG 2019-2 (Wyszehradzka Grupa Bojowa)
- EU BG 2023-1 (Wyszehradzka Grupa Bojowa)